# Sh2-130
Sh2-130 est une petite nébuleuse en émission visible dans la constellation de Céphée.
Elle est située dans la partie ouest de la constellation, juste au nord de l'étoile η Cephei. La période la plus propice à son observation dans le ciel du soir se situe entre les mois de juillet et de décembre et elle est considérablement facilitée pour les observateurs situés dans les régions de l'hémisphère nord.
C'est une petite nébuleuse située à une distance d'environ 600 pc (∼1 960 al), dont le gaz est ionisé par de jeunes étoiles massives proches, en particulier HD 197911, une étoile bleue de classe spectrale B5, HD 197809, une étoile blanche de classe A0, et SAO 18999, une étoile jaune de classe G5. La plus massive des trois, HD 197911, est une étoile fugitive éjectée il y a environ 2 à 3 millions d'années de la région de l'association OB Cepheus OB2. On pense que la cause de cette expulsion provient de  l'explosion d'une supernova au sein même de l'association. Selon les modèles de cinématiques, une explosion de supernova est, de plus, précisément responsable de la création d'une grande structure annulaire clairement visible dans l'infrarouge, connue sous le nom de Cepheus Bubble, qui semble entourer l'association Cepheus OB2.